# لوري لندن
لوري لندن (بالإنجليزية: Laurie London)‏ هو مغني بريطاني، ولد في 19 يناير 1944 في لندن في المملكة المتحدة.

## وصلات خارجية
- لوري لندن على موقع IMDb (الإنجليزية)
- لوري لندن على موقع ميوزك برينز (الإنجليزية)
- لوري لندن على موقع ديسكوغز (الإنجليزية)
- لوري لندن على موقع كينوبويسك (الروسية)